# Metacafe
Metacafe était un site web de partage de vidéo fondé en 2002, sur lequel les utilisateurs pouvaient envoyer, visualiser et se partager des séquences vidéo.

## Mineurs
Tout mineur âgé de moins de 18 ans doit demander une autorisation à ses parents ou tuteurs avant de fournir des informations personnelles en ligne.

En effet, TechMediaNetwork ne permet pas aux mineurs d'afficher des informations personnelles sur son site web sans l'approbation d'un parent ou d'un tuteur.

Les mineurs n'ont pas non plus le droit de participer à des concours.

TechMediaNetwork n'est pas autorisée de par la loi à faire participer des enfants à ces concours en ligne.
Si l'on découvre qu'un mineur âgé de moins de 13 ans a présenté des informations, et que ces dernières ont été recueillies sans le consentement de ses parents ou de ses tuteurs, ces informations doivent être supprimées immédiatement de la base de données.